# ユリウス・ヴェス
ユリウス・エーリッヒ・ヴェス （ドイツ語:Julius Erich Wess, 1934年12月5日 - 2007年8月8日）はオーストリア出身の理論物理学者である。
特にヴェス・ズミノ模型の構成（ブルーノ・ズミノとの共同研究）を初めとする超対称性を持つ場の理論、超重力理論に関する多くの先駆的業績で知られる。プリンストン大学で行なわれたヴェスの講義に基く著書 Supersymmetry and Supergravity（ジョナサン・バッガーとの共著）はこの分野での基本的な文献として知られる。また量子異常に関しても重要な貢献をしており、特にいわゆるヴェス・ズミノ項を発見している。ヴェス・ズミノ・ウィッテン模型がヴェスの名を冠するのはこのためである。

## 略歴
オーストリアはシュタイアーマルク州の小さな町オーバーヴェルツ・シュタットに生まれる。ハンス・シリングの指導の下、1957 年にウィーン大学から物理学のPh.D.を取得する。学位の審査員は量子力学で高名なエルヴィン・シュレーディンガーであった。CERN、アメリカで研究生活を送った後1968年カールスルーエ大学で教授職を得る。1990年にカールスルーエ大学を去り、マックス・プランク物理学研究所所長兼ミュンヘン大学教授に就任する。引退後はハンブルクのDESY研究所で過していた。いくつかの大学から名誉博士号を授与されている。
ハンブルクで脳卒中により死去。享年72歳。

## 著作
- Wess, Julius and Bagger, Jonathan (December 1983). Supersymmetry and Supergravity. Princeton Series in Physics. ISBN 0-691-08326-6 / 0-691-08556-0
- Wess, Julius and Bagger, Jonathan (March 1992). Supersymmetry and Supergravity: Revised and Expanded Edition. Princeton Series in Physics. ISBN 0-691-02530-4

## 受賞歴
- 1986年 ゴットフリート・ヴィルヘルム・ライプニッツ賞
- 1987年 マックス・プランク・メダル
- 1988年 ハイネマン賞数理物理学部門
- 1992年 ウィグナー・メダル、マックス・プランク賞